# Puppet Stayman
Puppet Stayman is een biedconventie in het bridgespel. De Puppet Stayman conventie is afgeleid van de Staymanconventie, maar het doel is hetzelfde: achterhalen of het eindcontract gespeeld moet worden in harten, schoppen of juist zonder troef. Bovendien is het doel om de speler met de beste kaarten het contract te laten spelen, wat een tactisch voordeel is (indien beide spelers van gelijke sterkte zijn).
Traditioneel werd Puppet Stayman gebruikt na een sterk 2SA openingsbod. Tegenwoordig is dit uitgebreid naar sterke 2 SA-herbiedingen na een sterke 2 Klaver- of 2 Ruiten-opening. Ook spelen sommige paren Puppet Stayman na een 1SA-opening. Om de Puppet Stayman-conventie toe te lichten wordt in het vervolg ervan uitgegaan dat er met 2 SA is geopend, en dat de tegenpartij niet biedt.
De Puppet Stayman-conventie wordt gebruikt door 3 Klaver te bieden na het openingsbod van 2 SA. Dit bod geeft helemaal geen informatie over de klaverkleur van de antwoordende hand, maar vraagt uitsluitend een omschrijving van de verdeling van de kaart van de 2 SA-openaar.
De 2 SA openaar kan als volgt antwoorden:
- 3 Ruiten:   geen vijfkaart Harten of een vijfkaart Schoppen, eventueel wel een vierkaart
- 3 Harten:   een vijfkaart Harten
- 3 Schoppen: een vijfkaart Schoppen
- 3 SA: geen vier- of vijfkaart in harten noch schoppen

Na het bod  3 Harten of 3 Schoppen heeft de antwoordende hand voldoende informatie om het juiste eindcontract te bepalen. Na de 3 Ruiten-herbieding is nog niet alles duidelijk. Daarom biedt Puppet Stayman de antwoordende hand een aantal mogelijkheden om tot het juiste eindcontract te komen. Hij heeft daarbij de volgende biedingen tot zijn beschikking:
- 3 Harten:   vierkaart Schoppen, geen interesse in Harten (!)
- 3 Schoppen: vierkaart Harten, geen interesse in Schoppen (!)
- 3 SA:       geen vierkaart Harten of Schoppen
- 4 Ruiten:   vierkaart Harten én een vierkaart Schoppen

Door dit biedschema heeft nu de 2 SA openaar voldoende informatie om het juiste eindcontract te bepalen. Door het omdraaien van de betekenis van het 3 Harten en 3 Schoppen bod zal de 2SA openaar altijd de leider worden.
De Niemeijer conventie is een uitbreiding op Puppet Stayman, waarin ook onderzocht kan worden of het eindcontract juist in Klaveren of Ruiten gespeeld moet worden.